# Elacatinus tenox
Elacatinus tenox es una especie de peces de la familia de los Gobiidae en el orden de los Perciformes.

## Distribución geográfica
Se encuentra en Dominica, Nieves y Panamá.

## Observaciones
Es inofensivo para los humanos.